# Шоу (авіабаза)
Авіаба́за Шоу (англ. Shaw Air Force Base, (IATA: SSC, ICAO: KSSC, FAA ідент. місц.: SSC) — діюча військово-повітряна база Повітряних сил США, що розташована на відстані 13,5 км на захід-північний захід від міста Самтер, Південна Кароліна, та перебуває у підпорядкуванні Бойового командування Повітряних сил США. Авіабаза Шоу одна з найбільших авіаційних баз американських Повітряних сил. носить їм'я першого лейтенанта Ервіна Девіда Шоу, уродженця округу Самтер, який загинув у часи Першої світової війні. Авіабаза Шоу є штаб-квартирою Центральної армії сухопутних військ, 9-ї повітряної армії та Центрального командування Повітряних сил США.

## Галерея

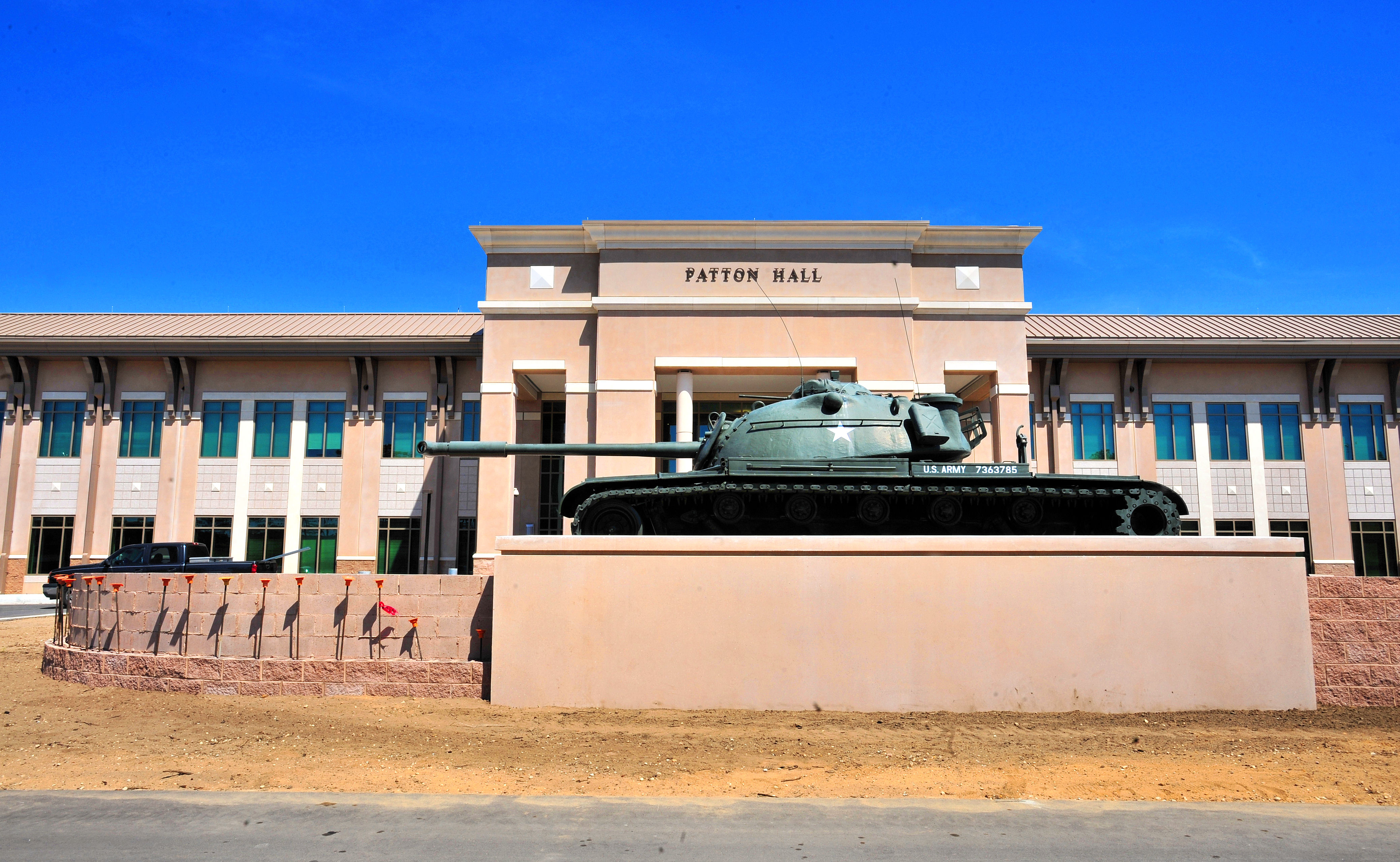
Паттон-Холл — штаб-квартира 3-ї армії
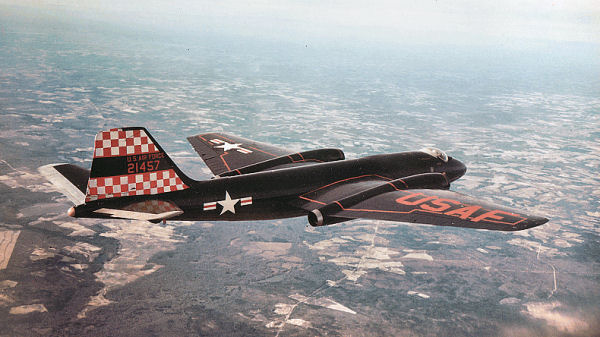
Розвідувальний літак B-57 «Канберра» з авіабази Шоу. 1950-ті
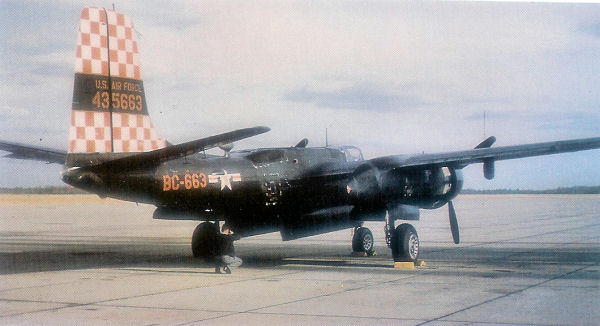
Штурмовик  A-26 «Інвейдер» в готовності до нічних польотів. 1950-ті
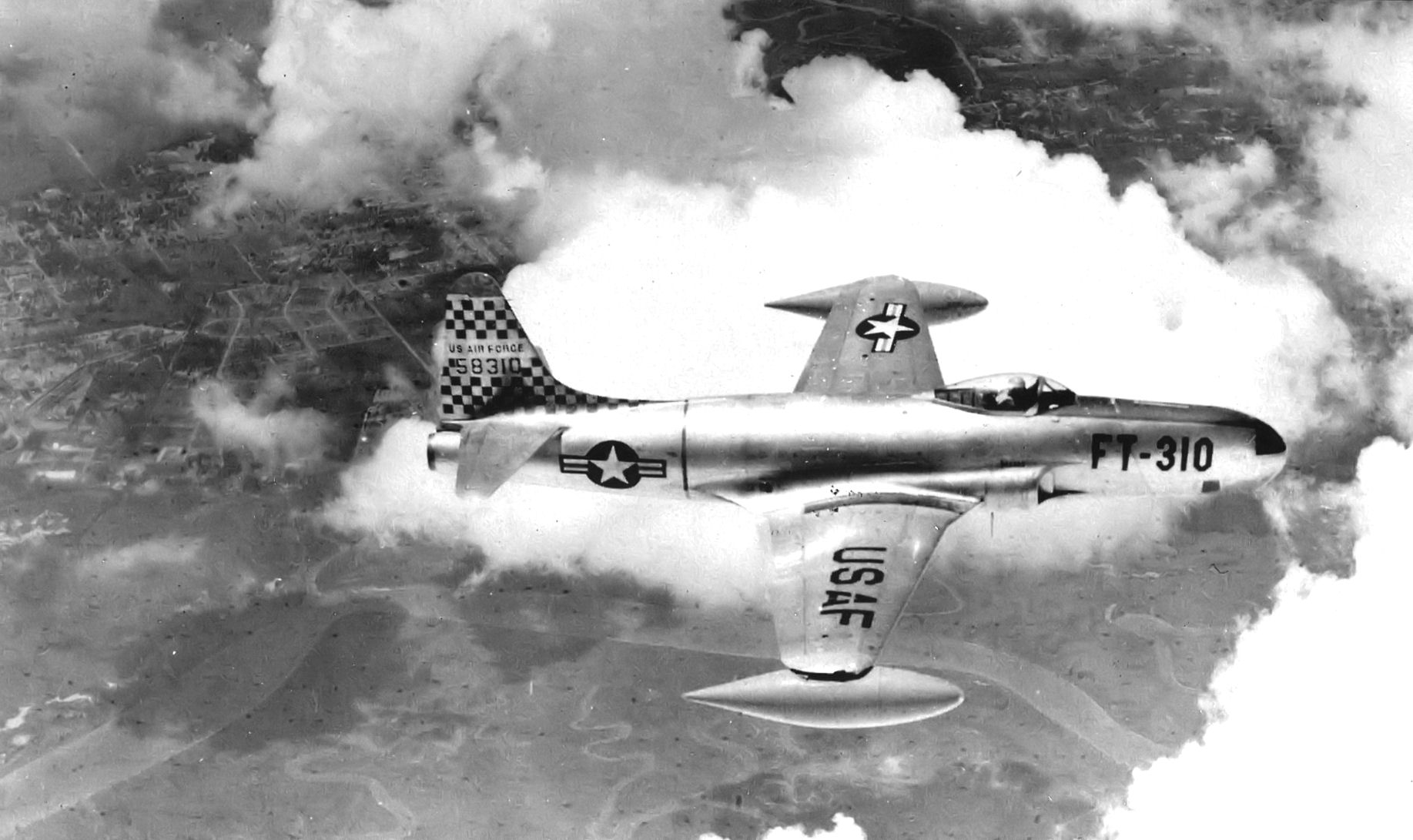
Розвідувальний літак RF-80 «Шутінг Стар» в польоті. 1950-ті
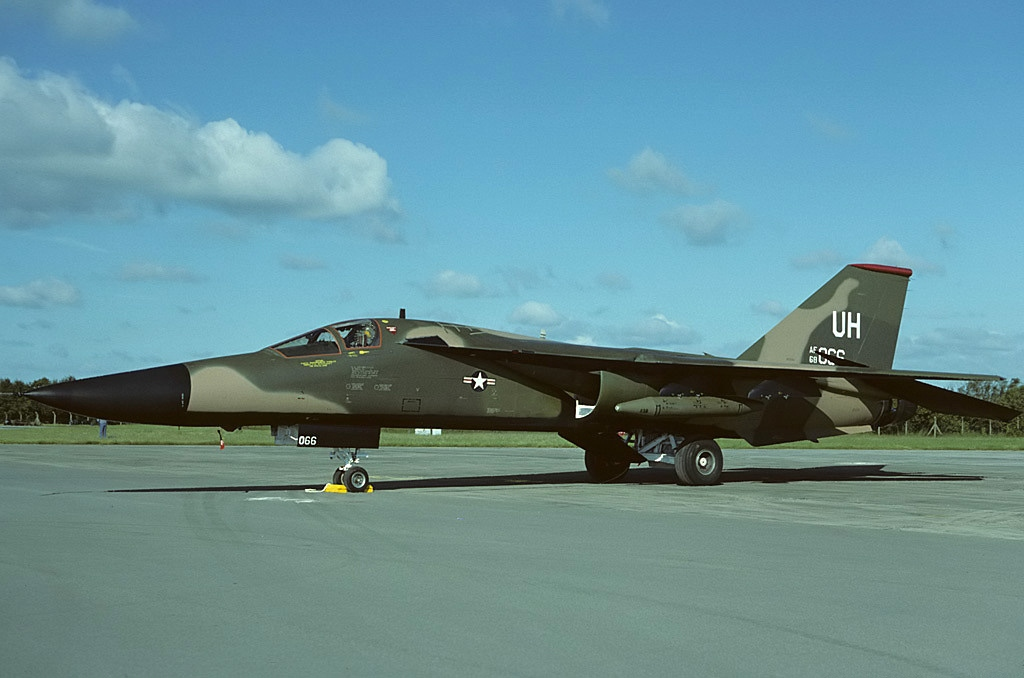
F-111E «Аардварк» 2-го винищувального авіакрила з авіабази Шоу. 5 липня 1980
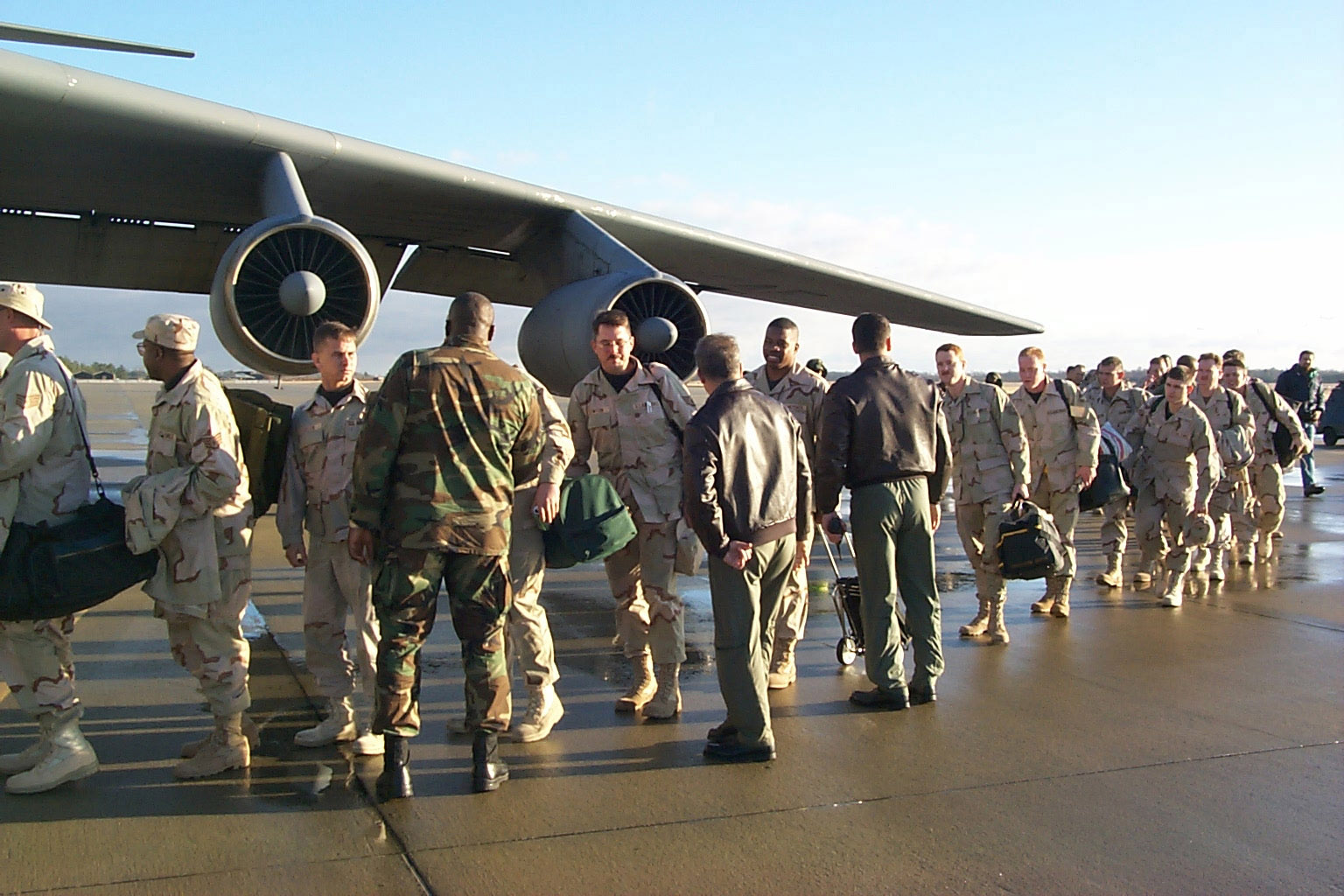
Фахівці з авіабази Шоу вилітають на Близький Схід для підтримки операції «Саутерн Вотч». 15 січня 1999
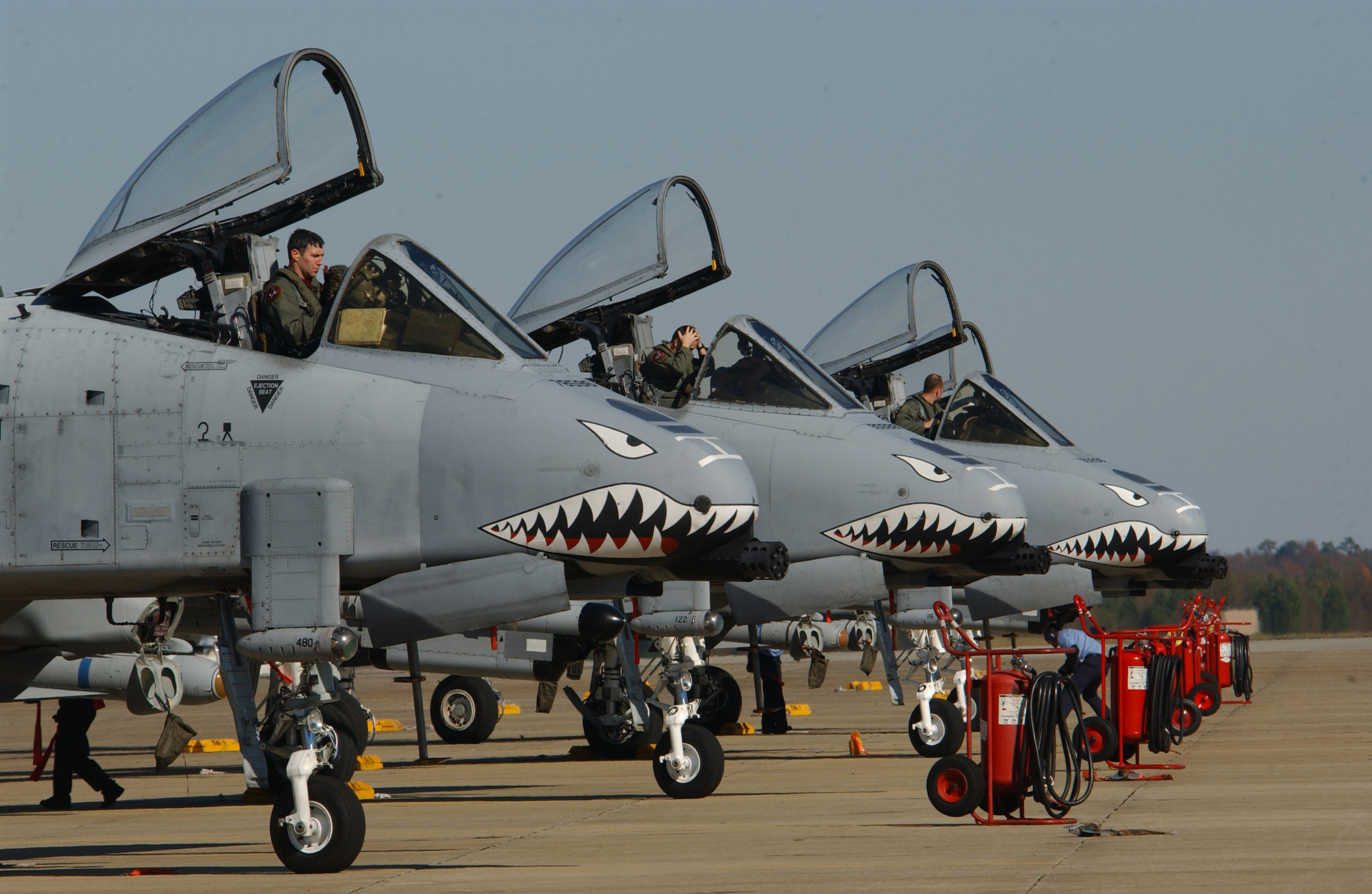
Ланка штурмовиків A-10 «Тандерболт» II. 2 грудня 2005
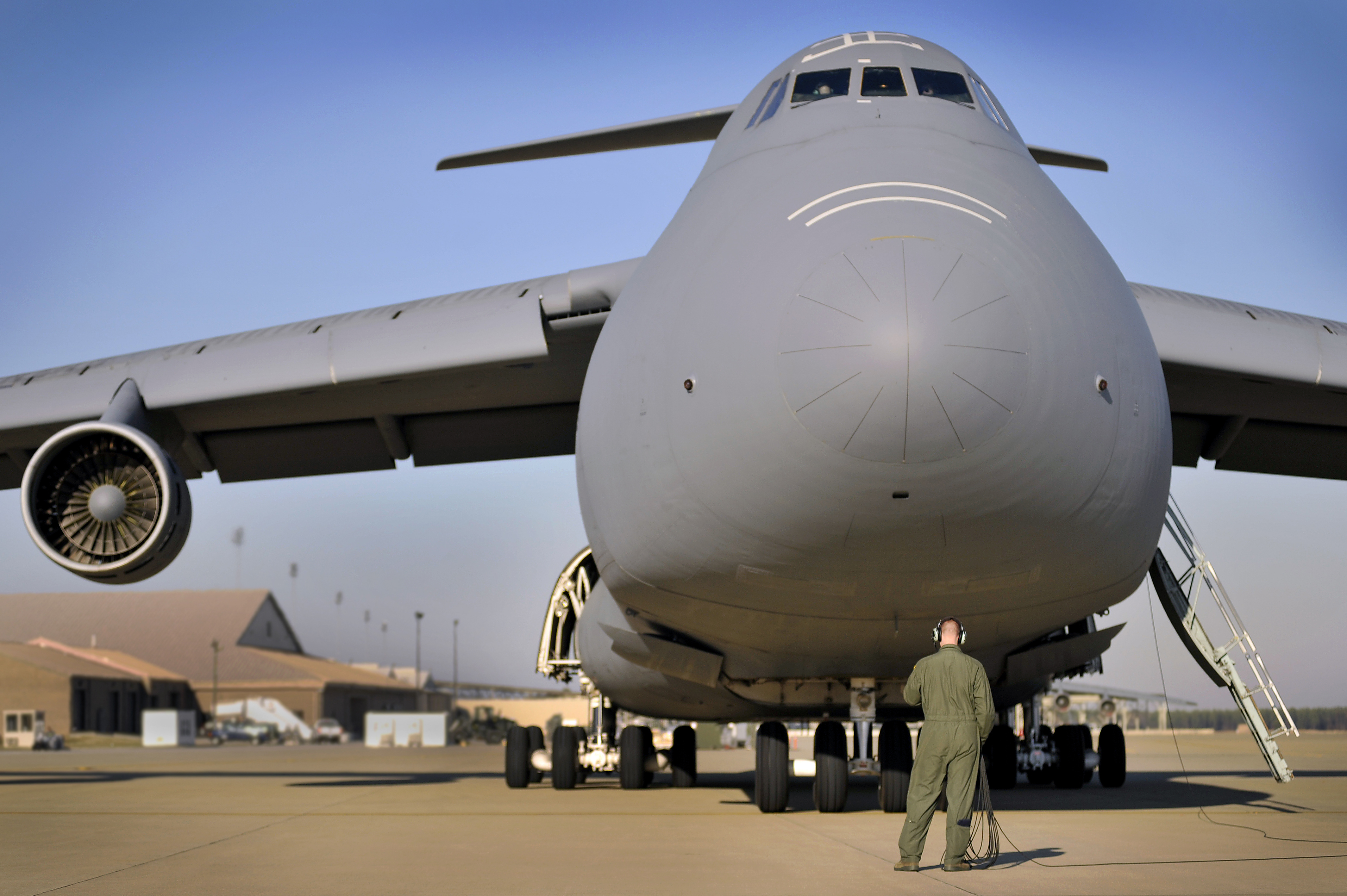
Завантаження на борт стратегічного військово-транспортного літака C-5 «Гелексі» на авіабазі Шоу. 2 січня 2012
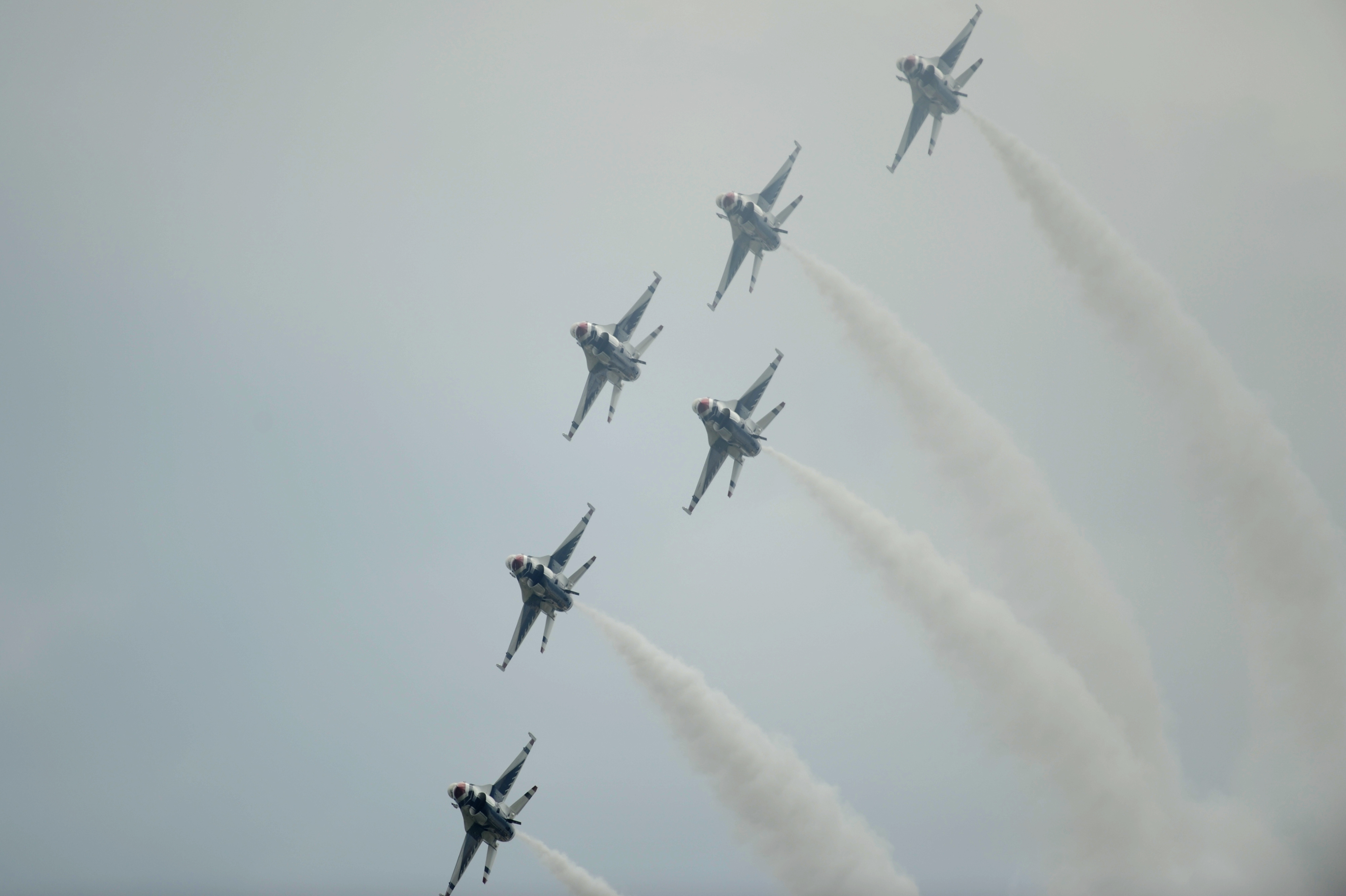
Пілотажна група «Буревісників» з польотом винищувачів F-16 Fighting Falcon на авіашоу на базі Шоу. 6 травня 2012
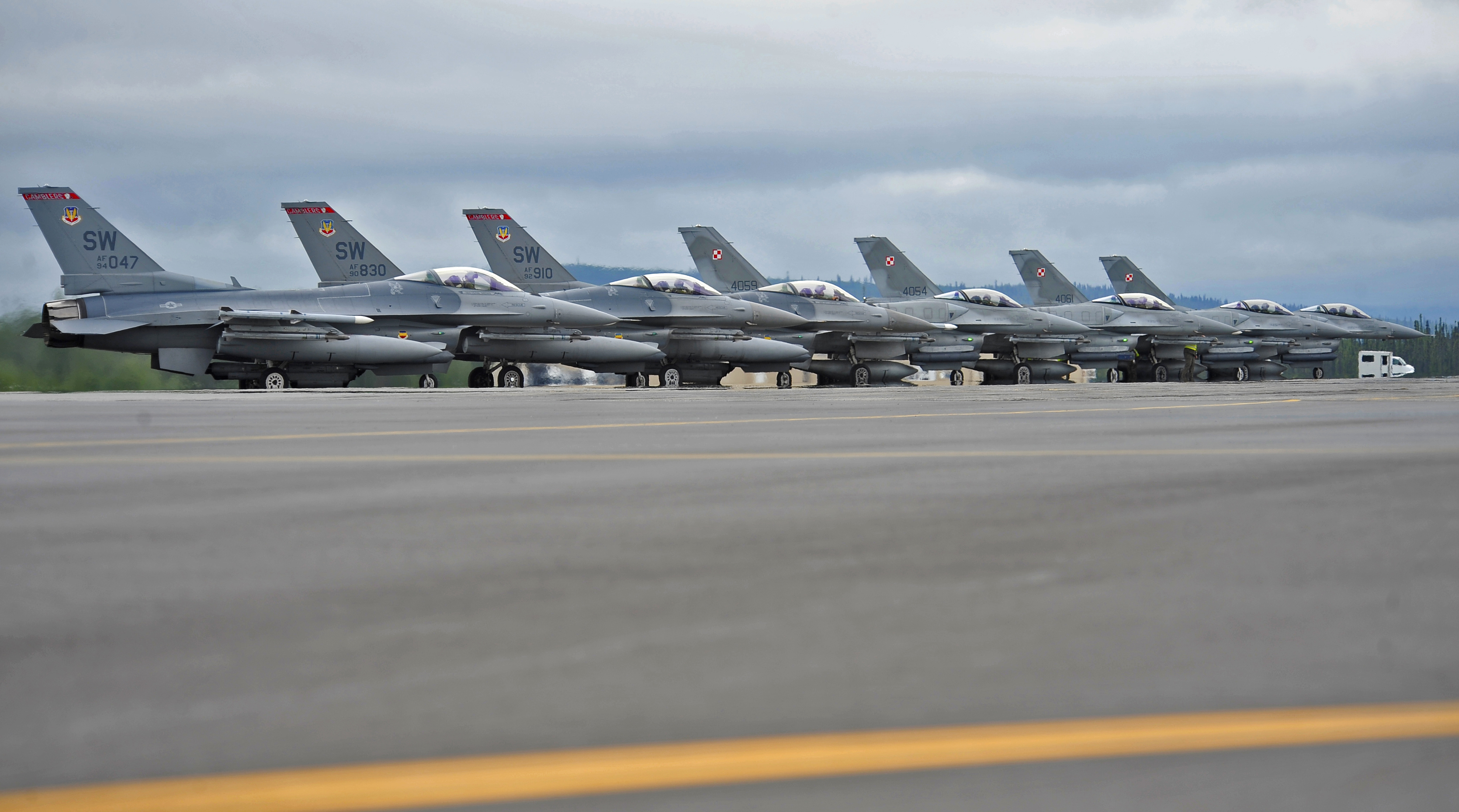
Група американських та польських винищувачів F-16C «Файтінг Фалкон». 11 червня 2012
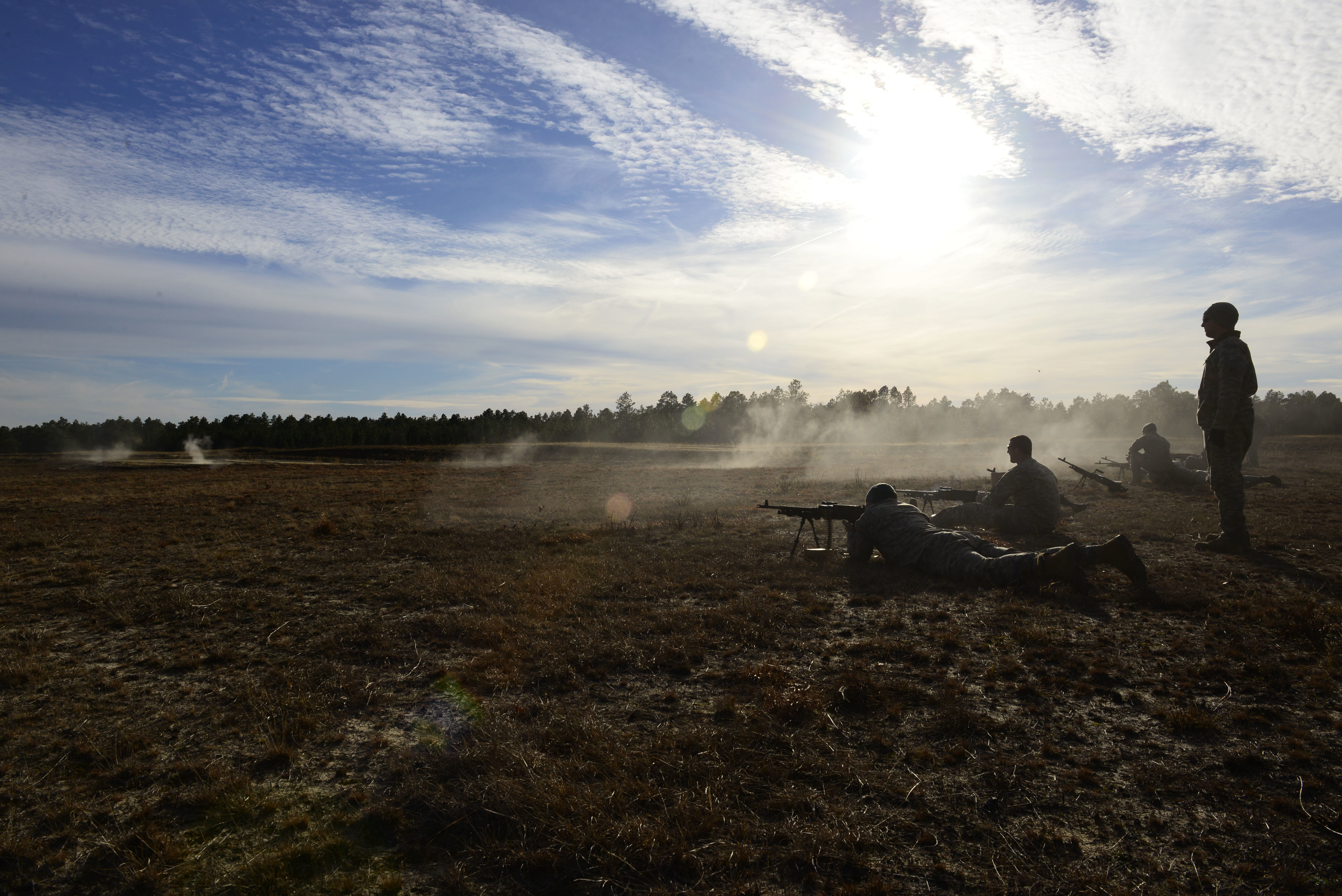
Заняття з вогневої підготовки на військовому стрільбищі авіабази. 2015